# Aleksiejewka (rejon ufimski)
Aleksiejewka (ros. Алексеевка) – wieś (dieriewnia) w Rosji, w Baszkortostanie, w rejonie ufimskim. W 2010 liczyła 4611 mieszkańców.